# Atletiba
Een Atletiba is de benaming voor een 'klassieker' in het Braziliaanse voetbal tussen Coritiba FC en Atlético Paranaense. De in 1909 en 1924 opgerichte teams zijn al sinds jaar en dag aartsrivalen en vele staatskampioenschappen zijn al tussen de twee beslecht. Tot nu toe heeft Coritiba het voordeel in staatskampioenschappen: 34-21. Ook in de nationale competitie zijn de twee elkaar al enkele keren tegengekomen. De wedstrijd tussen de twee teams garandeert altijd een vol stadion, of dat nou het Couto Pereira is of de Arena da Baixada. Een aantal dagen is Curitiba, de thuisstad van beide teams, in twee delen opgesplitst. Vrienden mogen elkaar even niet, gezinnen doen hun mond niet meer open aan tafel en op het werk heerst een grimmige sfeer. De grootste klassieker van Curitiba en Paraná brengt veel teweeg.

## Geschiedenis

### Achtergronden
In de Braziliaanse stad Curitiba, hoofdstad van de staat Paraná in het zuiden van het land, was de bevolking al in het begin van de 20e eeuw op voetbalgebied in twee kampen te delen. Het eerste kamp waren de fans van Internacional en América; traditionele families en personen die al generaties lang in Curitiba woonden. Het tweede kamp werd gevormd door de nieuwkomers, de immigranten die vooral van Duitse afkomst waren. Zij werden vertegenwoordigd door Coritiba. Zo was het tot 1924, toen Internacional en América fuseerden tot Atlético Paranaense.
Voor de fans van Atlético waren de Coritibanen 'coxas brancas', ofwel 'witte dijen' om de huidskleur die de meeste Coritiba spelers en fans hadden. Atléticanos werden 'almofadinhos' genoemd, hetgeen nog het meest te vergelijken is met 'kakker'. Traditioneel gezien is het dus een wedstrijd van de nieuwe immigranten tegen de eerdere kolonisten, en van het gewone volk tegen de rijken.

### Wedstrijden
De eerste confrontatie tussen Coxa en o Furacão vond plaats op 8 juni 1924. Op het terrein van Coritiba, Parque Graciosa, wonnen de nieuwe immigranten met 6-3. Het duurde tot 25 december 1927 voordat Atlético haar eerste overwinning mocht aantekenen: in Água Verde werd Coritiba met 2-1 verslagen. Hiermee wisselde de wacht, want waar het eerst Atlético was dat ruim 3 jaar moest wachten op een overwinning, was het pas in 1930 dat Coritiba weer van de aartsrivaal wist te winnen: 7-3.
De grootste overwinning van Atlético op Coritiba vindt plaats op 6 april 1938, als in het Joaquim Américo 6-2 wordt gewonnen. Coritiba's grootste overwinning is niet de 7-3 maar de 6-0 op 14 november 1959. De wedstrijd met de meeste goals wordt gespeeld op 15 april 1951, als Atlético in haar eigen stadion de derby met 6-5 weet te winnen.
In de Campeonato Paranaense is Coritiba is recordhouder met 32 eindoverwinningen, gevolgd door Atlético dat in 2005 haar 21e titel in de wacht sleepte. Vijftien keer speelden de ploegen in de finale van het Campeonato Paranaense tegen elkaar, waarvan Coritiba er acht wist te winnen. De laatste was in 2012.
| Wedstrijden | Wedstrijden                     | Wedstrijden | Wedstrijden | Wedstrijden | Wedstrijden | Wedstrijden | Wedstrijden | Wedstrijden | Wedstrijden |
| Competitie | Competitie                      | G           | CFC         | D           | CAP         | GCFC        | GCAP        |             |             |
| --- | ------------------------------- | ----------- | ----------- | ----------- | ----------- | ----------- | ----------- | ----------- | ----------- |
| CFC | Campeonato Paranaense           | 191         | 76          | 65          | 50          | 261         | 208         |             |             |
| CAP | Campeonato da Cidade            | 57          | 22          | 12          | 23          | 113         | 105         |             |             |
| CFC | Campeonato Brasileiro - Série A | 28          | 10          | 9           | 9           | 29          | 26          |             |             |
| - | Campeonato Brasileiro - Série B | 4           | 1           | 2           | 1           | 4           | 2           |             |             |
| CAP | Copa Sul/Sul-Minas              | 3           | 0           | 0           | 3           | 1           | 8           |             |             |
| CAP | Nationale toernooien            | 26          | 9           | 6           | 11          | 46          | 54          |             |             |
| CFC | Vriendschappelijk               | 41          | 16          | 14          | 11          | 79          | 73          |             |             |
| CFC | TOTAAL                          | 350         | 134         | 108         | 108         | 533         | 476         |             |             |
| CFC | Couto Pereira                   | 108         | 43          | 38          | 27          | 125         | 100         |             |             |
| CAP | Joaquim Américo                 | 78          | 23          | 23          | 32          | 125         | 141         |             |             |
| G - wedstrijden; CFC - overwinningen Coritiba; D - gelijkspel; CAP - overwinningen Atlético; GCFC - goals Coritiba; GCAP - goals Atlético Update 4 maart 2013 |                                 |             |             |             |             |             |             |             |             |

### Doelpuntenmakers
| Topscorers                                                | Topscorers | Topscorers | Topscorers | Topscorers | Topscorers | Topscorers | Topscorers | Topscorers | Topscorers |
| Naam                                                      | Naam       | G          |            |            |            |            |            |            |            |
| --------------------------------------------------------- | ---------- | ---------- | ---------- | ---------- | ---------- | ---------- | ---------- | ---------- | ---------- |
| CFC                                                       | Neno       | 21         |            |            |            |            |            |            |            |
| CFC                                                       | Baby       | 14         |            |            |            |            |            |            |            |
| CAP                                                       | Jackson    | 14         |            |            |            |            |            |            |            |
| CAP                                                       | Marreco    | 13         |            |            |            |            |            |            |            |
| CFC                                                       | Staco      | 13         |            |            |            |            |            |            |            |
| CFC                                                       | Pizzatinho | 13         |            |            |            |            |            |            |            |
| CAP                                                       | Guará      | 13         |            |            |            |            |            |            |            |
| CFC                                                       | Duílio     | 13         |            |            |            |            |            |            |            |
| D - Doelpunten; CFC - Coritiba; CAP - Atlético Paranaense |            |            |            |            |            |            |            |            |            |

### Het laatste woord
Tot nu toe heeft Coritiba het laatste woord. Met periodes van zowel Coritiba als Atlético in de Série B waren de confrontaties op nationaal niveau zeldzaam, maar in de staatscompetitie is een confrontatie dankzij een veranderende opzet gegarandeerd. Coritiba won in 2010, 2011 en 2012 het staatskampioenschap zonder een wedstrijd te verliezen van de rivaal. In 2011 ging het wel onderuit in de nationale competitie tegen Atlético, dat desondanks degradatie niet kon afwenden.